# Xantoma
Um xantoma (do grego xanthos, ξανθος, "amarelo") é um depósito de material gorduroso, amarelado, rico em colesterol nos tendões ou na pele, geralmente associadas com doenças endócrinas, distúrbios no metabolismo de gorduras (dislipidemias) ou bloqueio dos conduto biliar. Essa acumulação subcutânea de lípidos sob a forma de nódulos forma placas amareladas ocorre em mamíferos, inclusive humanos, e aves.

## Características
É formado por uma quantidade variável de colágeno, macrófagos e tecido fibroso. Quando predomina o colágeno são mais firmes e quando há mais macrófagos ou tecido fibroso são mais macios e acinzentados. Caso a hemossiderina esteja presente em maior quantidade fica mais acastanhado.
Quando há xantomas disseminados pelo organismo chamamos xantomatose (ex.: xantomatose visceral.)
Microscopicamente observam-se células espumosas (por macrófagos que fagocitam lípidos) e também grandes células de Touton (células multinucleadas que resultam da fusão de derivados do sistema fagocitário mononuclear).

## Epidemiologia
São duas vezes mais comum em homens, e mais comum depois dos 50 anos, mas podem aparecer em qualquer pessoa de qualquer idade.

## Tratamento
Para prevenir novos xantomas e o aumento dos existentes é importante:
- Que a maioria das refeições sejam legumes, saladas, cereais, grãos e frutas,
- Evitar gorduras saturadas (encontradas nas carnes, lacticínios e ovos),
- Evitar a ingestão de açúcares simples, refinados encontrados em refrigerantes, doces, biscoitos e bolos,
- Se possui sobrepeso, reduzir reduzindo a ingestão calórica e aumentar a quantidade de exercício semanal.

Tratamentos medicamentosos para reduzir o colesterol LDL (ruim) e os triglicerídeos incluem:
- Estatinas (inibidores da HMG CoA), como a simvastatina e a atorvastatina, acompanhado de exames mensais.
- Fibratos, como o bezafibrato.
- Ezetimiba pode ser adicionado em pacientes de alto risco ou se doses mais elevadas de estatinas são mal toleradas. Serve para reduzir a absorção de colesterol no intestino e diminuir o colesterol total e LDL.
- Ácido nicotínico como acipimox.
- Colestiramina e colestipol (raramente utilizados porque geralmente causam mais efeitos colaterais).
- Pomadas com Ácido tricloroacético.

Raramente é irreversível, exceto quando há grandes acumulações de tecido fibroso ou formação de grandes cristais ou contra-indicações cirúrgicas. Cirurgias com bisturi, laser ou aparelhos de eletrodissecação podem remover xantomas que não resolvem com remédios e dieta. Cortes e ácidos podem deixar cicatrizes. Caso afetem órgãos vitais pode-se usar quimioterapia ou radioterapia.